# Sergio Rochet
Sergio Rochet Álvarez, né le 23 mars 1993 à Nueva Palmira en Uruguay, est un footballeur international uruguayen qui évolue au poste de gardien de but au SC Internacional.

## Biographie

### En club
Il participe à la Ligue Europa avec le club de l'AZ Alkmaar.

### En équipe nationale
Le 10 novembre 2022, il est sélectionné par Diego Alonso pour participer à la Coupe du monde 2022.

## Statistiques
Le tableau ci-dessous récapitule les statistiques de Sergio Rochet lors de sa carrière en club :
| Saison                | Club                  | Championnat           | Championnat | Championnat | Coupe(s) nationale(s) | Coupe(s) nationale(s) | Compétition(s) continentale(s) | Compétition(s) continentale(s) | Compétition(s) continentale(s) | Total | Total |
| Saison                | Club                  | Division              | M.          | B.          | M.                    | B.                    | Comp.                          | M.                             | B.                             | M.    | B.    |
| 2014-2015             | AZ Alkmaar            | 1                     | 8           | 0           | 1                     | 0                     | -                              | -                              | -                              | 9     | 0     |
| 2015-2016             | AZ Alkmaar            | 1                     | 23          | 0           | 2                     | 0                     | C3                             | 5                              | 0                              | 30    | 0     |
| 2016-2017             | AZ Alkmaar            | 1                     | 20          | 0           | 2                     | 0                     | C3                             | 10                             | 0                              | 32    | 0     |
| Total sur la carrière | Total sur la carrière | Total sur la carrière | 51          | 0           | 5                     | 0                     | -                              | 15                             | 0                              | 71    | 0     |

### En sélection nationale
| Saison                | Sélection             | Phases finales        | Phases finales | Phases finales | Éliminatoires CDM | Éliminatoires CDM | Matchs amicaux | Matchs amicaux | Total | Total |
| Saison                | Sélection             | Compétition           | M              | B              | M                 | B                 | M              | B              | M     | B     |
| --------------------- | --------------------- | --------------------- | -------------- | -------------- | ----------------- | ----------------- | -------------- | -------------- | ----- | ----- |
| 2020-2021             | Uruguay               | Copa América 2021     | 0              | 0              | 0                 | 0                 | -              | -              | 0     | 0     |
| 2021-2022             | Uruguay               | -                     | -              | -              | 4                 | 0                 | 2              | 0              | 6     | 0     |
| 2022-2023             | Uruguay               | Coupe du monde 2022   | 3              | 0              | -                 | -                 | 4              | 0              | 7     | 0     |
| 2023-2024             | Uruguay               | Copa América 2024     | 6              | 0              | 5                 | 0                 | 1              | 0              | 12    | 0     |
| 2021-2022             | Uruguay               | -                     | -              | -              | 1                 | 0                 | -              | -              | 1     | 0     |
| Total sur la carrière | Total sur la carrière | Total sur la carrière | 9              | 0              | 10                | 0                 | 7              | 0              | 26    | 0     |